# Klasa wyższa

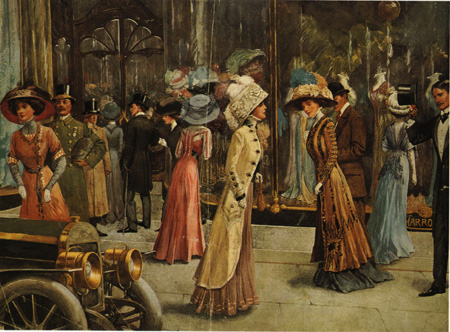
1909 r. – damy z towarzystwa przed domem handlowym Harrods

Klasa wyższa – w stratyfikacji społecznej najwyżej położona klasa społeczna, której członkowie mają uprzywilejowany dostęp do dóbr, przeważnie ze względu na wysokie dochody. Są to też osoby cieszące się wysokim prestiżem.
Chociaż do klasy wyższej należy znikomy procent społeczeństwa (według różnych ujęć zakłada się, że klasę wyższą stanowi 1–3% ludności danego społeczeństwa), posiadają oni znaczący kapitał ekonomiczny. Jest to też klasa bardzo niestabilna jeżeli chodzi o osoby wchodzące w jej skład, ponieważ znaczny procent osób i ich rodzin, do niej należących traci swoje wysokie pozycje w wyniku pojawiania się nowych aktorów w grze rynkowej.